# نویو اورلاندی
نویو اورلاندی (انگلیسی: Nevio Orlandi؛ زادهٔ ۳۰ ژانویهٔ ۱۹۵۴) بازیکن فوتبال اهل ایتالیا است.